# Franklin (condado de Sacramento)
Franklin es un lugar designado por el censo ubicado en el condado de Sacramento en el estado estadounidense de California. En el año 2010 tenía una población de 155 habitantes.

## Geografía
Franklin se encuentra ubicado en las coordenadas 38°22′36″N 121°27′22″O / 38.37667, -121.45611.